# Farfantepenaeus
Farfantepenaeus és un antic gènere de crustacis decàpodes de la família Penaeidae. El gènere va ser creat per acollir 8 espècies que anteriorment estaven incloses dins el gènere Penaeus. Va ser publicat el 1972 per Rudolf N. Burukovsky, però sense la necessària designació d'una espècie tipus. Això ho va corregir el mateix autor l'any 1997. El nom de Farfantepenaeus commemora la carcinòloga cubana Isabel Pérez Farfante.
Posteriorment, el gènere Farfantepenaeus va ser descartat i les seves espècies pertanyen de nou al gènere Penaeus.

## Taxonomia
- Farfantepenaeus aztecus
- Farfantepenaeus brasiliensis
- Farfantepenaeus brevirostris
- Farfantepenaeus californiensis
- Farfantepenaeus duorarum
- Farfantepenaeus notialis
- Farfantepenaeus paulensis – Gamba de São Paulo
- Farfantepenaeus subtilis